# Sozypater (biskup)
Sozypater, Sopater (łac. Sosipater) – postać biblijna, święty katolicki i
prawosławny.
Postać występująca w Nowym Testamencie w Dziejach Apostolskich ewangelisty Łukasza (Dz.Ap. 20, 4 BT). Postać tę utożsamia się za Orygenesem, Chryzostomem i Ambrozjasterem z Sozypatrem pozdrawianym między Tymoteuszem, Lucjuszem z postacią wymienią w Liście do Rzymian (Rz 16, 21 BT).
Zgodnie z tradycją miał pochodzić z Tarsu i być krewnym apostoła Pawła i uczniem Pańskim. Według legendy mającej początki w okresie bizantyjskim miał później być biskupem w Iconium i wraz z Jazonem zostać uwięziony na Korfu w czasie ich wspólnej podróży misyjnej. Mieli tam nawrócić grupę współwięzionych pospolitych przestępców, którzy potem ponieśli śmierć męczeńską i wspominani byli w Kościele katolickim 29 kwietnia. Po uwolnieniu miał prowadzić dalszą działalność, aż do męczeńskiej śmierci lub umrzeć śmiercią naturalną dożywszy późnej starości.
Zaliczany do grona Siedemdziesięciu dwóch wysłańców Jezusa Chrystusa. Przez Cerkiew wspominani 28 kwietnia (11 maja).